# Omicron Andromedae
Désignations
Omicron Andromedae (ο And / ο Andromedae) est un système d'étoiles dans la constellation d'Andromède. Il est situé à environ 692 années-lumière de la Terre.
Omicron Andromedae est une étoile binaire, dont les deux composantes sont toutes deux des binaires spectroscopiques, ce qui en fait un système à quatre étoiles. Le système dans son ensemble est classé comme une géante bleue-blanche de type spectral B avec une magnitude apparente combinée moyenne de +3,62.
La séparation des deux composantes les plus brillantes, ο Andromedae A et ο Andromedae B est de 0,34 arcseconde. Elles ont une période orbitale de 68,6 ans. A est séparée de sa compagne spectroscopique de 0,05 arcseconde. A est une étoile variable de type Gamma Cassiopeiae et la luminosité du système varie entre les magnitudes +3,58 et +3,78. Ceci a rendu difficile la détermination de la période orbitale de la binaire spectroscopique A. La compagne spectroscopique de B a été découverte en 1989, et cette binaire a une période de 33,01 ans.